# Strike (gruppo musicale)
Gli Strike sono un gruppo musicale italiano di genere ska originario di Ferrara, attivo dal 1986. Partiti dal più classico degli ska, hanno evoluto il loro stile fino a giungere, con le ultime produzioni, a quello che per primi i Mano Negra chiamarono "patchanka", ovvero una miscellanea di numerosi stili, dallo ska al rock, passando per il folk, la musica popolare, il liscio, il punk.
Tra gli artisti con cui hanno condiviso il palco ci sono i citati Mano Negra, Manu Chao, Wailers, Elmer Food Beat, Babylon Fighters, Les Casse Pieds, Vinicio Capossela, Mau Mau, Africa Unite, Sergio Messina e 99 Posse, Aeroplanitaliani, Fratelli di Soledad, Ritmo Tribale, Isola Posse, Vallanzaska, Giuliano Palma, Üstmamò, Statuto, Afterhours, Modena City Ramblers e Roy Paci (ai tempi dirompente tromba dei Persiana Jones).

## Storia

### Gli inizi
Fondarono l'etichetta Big Soul Records autoproducendo un primo 45 giri, She Remains So Alone / What d'You say? nel 1987, una sorta di ska-rhythm'n'blues, e il mini-LP Scacco al re (1988) - un best seller dell'underground - giudicato dalla stampa specializzata come uno dei migliori dischi ska in Italia e paesi limitrofi.

### Il seguito
Nel 1991 pubblicano insieme all'etichetta milanese Vox-Pop il mini-LP Croci e cuori. Il video autoprodotto di Croci e cuori e il messaggio di Cercando un senso proiettano gli Strike verso un pubblico più vasto e la Vox Pop alla collaborazione con Sotterranei Italiani (RTI Music) per la realizzazione dell'LP La grande anima (1992), che riassume (finalmente in un album full-length) il risultato dei lavori precedenti.
Gli anni dal 1992 al 1994 hanno visto gli Strike inseriti nel palinsesto di Videomusic con i videoclip di Tequila Bum Band e di Cuore bastardo, e nelle compilation più rappresentative del movimento underground come Italian Posse/Rappamuffin d'azione (Flying Records) e Skandalo al sole (Vox Pop), reinventare Nun te reggae più in E cantava le canzoni (Emi, ristampato nel 2003), tributo delle migliori band underground al cantautore Rino Gaetano, dividere il palco, tra gli altri, con gruppi come Mano Negra e The Wailers. Partecipano a due edizioni di Arezzo Wave, una in compagnia di Babylon Fighters, Bisca, Kunsertu e Elmer Food Beat, e l'altra nella serata dedicata a Rino Gaetano con Sergio Messina e 99 Posse, Afterhours, Aeroplanitaliani, Statuto, Fratelli di Soledad e altri.
Alla luce di tutto questo si può affermare che gli Strike fanno parte di quelle band che hanno aiutato a crescere e ad affermarsi, anche oltre i confini, la scena musicale underground della penisola, tanto che molti gruppi arrivati ad avere maggiore notorietà presso il grande pubblico ne riconoscono l'azione ispiratrice (Mau Mau, Roy Paci and Aretuska)

### Prima pausa e ritorno
Richiestissimi per concerti in tutta Italia e con il nuovo album in lavorazione, la band si spacca. Dopo duri confronti sulla gestione umana e artistica del progetto, gli Strike decidono di prendersi una pausa di riflessione, contratti con Vox Pop e Rti vengono tacitamente risolti.
Il 31 luglio 1997 gli Strike tornano sul palco, salutati da oltre 5000 persone, nella serata conclusiva della manifestazione internazionale Ferrara Sotto le Stelle. Il concerto viene preparato in un solo mese e alla classica ed esplosiva scaletta, vengono aggiunti brani nuovi. Segue un anno di concerti dove, nonostante la mancanza di una figura manageriale che aiutasse la band a reinserirsi nel contesto, la partecipazione di pubblico risulta buona. Gli Strike iniziano a lavorare al nuovo album nel loro studio. Nel settembre 98 esce il singolo Non dimenticare, legato ad un progetto per sensibilizzare l'opinione pubblica sulle problematiche palestinesi e degli Indios dell'Amazzonia. L'idea è quella di raccogliere fondi attraverso il disco, concerti ed eventi per sostenere la cultura di questi popoli. Viene realizzato un videoclip con materiale inedito girato nella striscia di Gaza durante una rivolta e sulla condizione di vita degli indios in Brasile, ritenuto dai grandi network videomusicali, inizialmente troppo violento, poi troppo lungo e infine con immagini giudicate di qualità inferiore alla media.
Ma ancora una volta le divergenze di personalità e di prospettive di vita differenti dividono le strade dei componenti del gruppo

### Il secondo ritorno
All'inizio del 2005 la pubblicazione di ¡Baraonda! porta su CD un live registrato su Digital Audio Tape (DAT) all'epoca di Grande anima, mostrando come la dimensione live sia la preferita e quella in cui la band renda al meglio. Per confermarlo gli Strike si mettono ancora in gioco con una serie di concerti che occupa buona parte dell'anno.
Il nuovo album si chiama Come le zanzare, l'uscita più volte rimandata viene fissata all'autunno 2007.
Il gruppo celebra il ventennale dalla prima pubblicazione con un vinile contenente una anticipazione dei brani contenuti nell'album.

## Formazione
Formazione odierna:
- Antonio Dondi - voce
- Roberto Renesto - tastiere e cori
- Marco "Marci Lee Valdez" Bianchi - chitarra e cori
- Iarin Munari - batteria
- Andrea "Marke" Marchesin - basso
- Amanzio Bergamini - trombone
- Ludovico Camozzi - tromba
- Marco Polesinanti - sax
- Federico Viola - Fonico

## Discografia
Anni '80
- She Remains So Alone/What d'You say?, 45rpm
- Scacco al re, 1988

Anni '90
- Croci e cuori
- La grande anima, 1992
- Non dimenticare

Anni 2000
- Baraonda
- Come le zanzare/Dead & Gone - 45rpm
- Dead & Gone
- Scacco al re, special edition
- Havana Kingston Ferrara New York
- Tutto da rifare - 2019